# اسپاسم دیافراگم
باد از دست دادن نفس یک اصطلاح عامیانه است که به دشواری در تنفس و فلج موقت دیافراگم اشاره دارد که توسط اسپاسم دیافراگمی، انقباض انعکاسی دیافراگم، ایجاد می‌شود و زمانی رخ می‌دهد که نیرو به منطقه مرکزی فوقانی شکم و پلکسوس خورشیدی وارد شود. این حالت معمولاً در ورزش برخوردی به دلیل ضربه شدید به شکم یا افتادن به پشت رخ می‌دهد.